# مترويد برايم 2: إكوز
مترويد برايم 2: إكوز (Metroid Prime 2: Echoes) هي لعبة فيديو أكشن-مغامرات مطورة من قبل شركة ريترو ستوديوز ومنشورة من قبل شركة نينتندو لأجهزة نينتندو جيم كيوب، وهي سابع إصدار لسلسلة ألعاب مترويد، تم نشرها في سنة 2004 في اليابان وأمريكا الشمالية وأوروبا وأستراليا، وثم طرحت في 2009 على أجهزة الوي.

## روابط خارجية
- مترويد برايم 2: إكوز على موقع IMDb (الإنجليزية)